# Bianca Eder
Bianca Eder (* 20. August 1981) ist eine ehemalige deutsche Fußballspielerin, die im Seniorenbereich ausschließlich für den FC Bayern München aktiv war.

## Karriere
Eder begann mit dem Fußballspielen beim TSV Grafenau im gleichnamigen Ort im Landkreis Freyung-Grafenau und wechselte – dem Jugendalter entwachsen – zum FC Bayern München, für deren zweite Mannschaft sie drei Spielzeiten in der drittklassigen Regionalliga Süd absolvierte und danach in den Bundesligakader des FC Bayern München aufrückte. In sechs Spielzeiten bestritt sie 85 Punktspiele, in denen sie zwei Tore erzielte. In ihrer Premierensaison im Seniorenbereich bestritt sie 21 von 22 Punktspielen; ihr Debüt gab sie am 5. September 2004 (1. Spieltag) beim 3:2-Sieg im Heimspiel gegen den FFC Heike Rheine mit Einwechslung für Nina Aigner in der 22. Minute. In der Folgesaison, in der sie 18 Punktspiele bestritt, erzielte sie am 9. April 2006 (16. Spieltag) beim 5:0-Sieg im Auswärtsspiel gegen den VfL Sindelfingen mit dem Treffer zum 1:0 in der 36. Minute ihr erstes Tor. Nachdem sie in den Spielzeiten 2006/07 und 2007/08 18 und 17 Punktspiele (1 Tor) bestritten hatte, waren es in der Saison 2008/09 deren nur noch sechs.
Von Saisonbeginn 2009/10 bis Saisonende 2012/13 war sie für die zweite Mannschaft der Bayern in der drittklassigen Regionalliga Süd in 41 Punktspielen aktiv, bei der sie ihre aktive Fußballerkarriere am 26. Mai 2013 (22. Spieltag), bei der 1:2-Niederlage im Heimspiel gegen die TSV Crailsheim beendete. In dieser Zeit half sie in fünf Bundesligaspielen in der ersten Mannschaft aus sowie am 20. Oktober 2011 im DFB-Pokal-Achtelfinalspiel gegen den FF USV Jena, das mit 2:0 n V. gewonnen wurde, sowie in den beiden Erstrundenspiele der Champions League gegen den ungarischen Vertreter Viktória FC-Szombathely.